# خط طول 116° غرب
خط طول 116° غرب هو أحد خطوط الطول الجغرافية، والتي تمتد من القطب الشمالي الجغرافي إلى القطب الجنوبي الجغرافي، وحسب التحويل الزمني يتأخر خط طول 116° غرب عن خط غرينتش بـ7 ساعات و44 دقيقة.

## من القطب إلى القطب
ينطلق خط طول 116° غرب من القطب الشمالي نحو القطب الجنوبي مرورا بالمناطق التي ترد في الجدول التالي:
| الإحداثيات                           | البلد أو الإقليم أو البحر  | ملاحظات |
| ------------------------------------ | -------------------------- | --- |
| 90°0′N 116°0′W / 90.000°N 116.000°W  | المحيط المتجمد الشمالي     | |
| 77°27′N 116°0′W / 77.450°N 116.000°W | كندا                       | الأقاليم الشمالية الغربية — جزيرة الأمير باتريك |
| 76°39′N 116°0′W / 76.650°N 116.000°W | Fitzwilliam Strait         | |
| 76°12′N 116°0′W / 76.200°N 116.000°W | كندا                       | الأقاليم الشمالية الغربية — جزيرة ميلفيل |
| 75°1′N 116°0′W / 75.017°N 116.000°W  | مضيق مكلور [لغات أخرى]‏     | |
| 73°46′N 116°0′W / 73.767°N 116.000°W | كندا                       | الأقاليم الشمالية الغربية — جزيرة بانكس |
| 73°18′N 116°0′W / 73.300°N 116.000°W | مضيق أمير ويلز [لغات أخرى]‏ | |
| 73°7′N 116°0′W / 73.117°N 116.000°W  | كندا                       | الأقاليم الشمالية الغربية — جزيرة فيكتوريا (كندا) |
| 70°32′N 116°0′W / 70.533°N 116.000°W | Prince Albert Sound        | |
| 70°14′N 116°0′W / 70.233°N 116.000°W | كندا                       | الأقاليم الشمالية الغربية — جزيرة فيكتوريا (كندا) نونافوت — من 70°0′N 116°0′W / 70.000°N 116.000°W on جزيرة فيكتوريا (كندا)                                                                                             |
| 69°20′N 116°0′W / 69.333°N 116.000°W | Dolphin و Union Strait     | |
| 68°57′N 116°0′W / 68.950°N 116.000°W | كندا                       | نونافوت الأقاليم الشمالية الغربية — من 66°34′N 116°0′W / 66.567°N 116.000°W, مرورا عبر the بحيرة جريت سليف ألبرتا — من 60°0′N 116°0′W / 60.000°N 116.000°W كولومبيا البريطانية — من 51°8′N 116°0′W / 51.133°N 116.000°W |
| 49°0′N 116°0′W / 49.000°N 116.000°W  | الولايات المتحدة           | مونتانا أيداهو — من 47°55′N 116°0′W / 47.917°N 116.000°W نيفادا — من 42°0′N 116°0′W / 42.000°N 116.000°W كاليفورنيا — من 36°4′N 116°0′W / 36.067°N 116.000°W                                                            |
| 32°37′N 116°0′W / 32.617°N 116.000°W | المكسيك                    | ولاية باها كاليفورنيا |
| 30°21′N 116°0′W / 30.350°N 116.000°W | المحيط الهادئ              | |
| 60°0′S 116°0′W / 60.000°S 116.000°W  | المحيط الجنوبي             | |
| 73°51′S 116°0′W / 73.850°S 116.000°W | القارة القطبية الجنوبية    | المطالب الإقليمية بالقارة القطبية الجنوبية |